# Kyrie eleison (psalm från Ukraina)
Kyrie eleison är en psalm med musik från Ukraina.

## Publicerad i
- Psalmer och Sånger 1987 som nummer 863 under rubriken "Psaltarpsalmer och andra sånger ur Bibeln".[1]